# David Zimmerman
David Victor Zimmerman, född 25 september 1993 i Norrköping, är en svensk författare, kritiker och redaktör.
Zimmerman utkom 2017 med debutdiktsamlingen Mal på förlaget Anti. 2019 utkom han på Albert Bonniers Förlag med Ljus och strålning, som anmäldes i flera rikstäckande tidningar. Han har även arbetat som frilansande kritiker, bland annat i tidskriften Opulens och arrangerar den återkommande litteraturscenen Malmötxt, samt tog 2020 över som redaktör för Lyrikvännen, tillsammans med Anna Lundvik.
Zimmerman har varit månadens diktare i Dagens dikt i Sveriges Radio P1 och hans poesi har publicerats i flera tidskrifter, bland annat Lyrikvännen och Populär Poesi. Han tilldelades år 2019 Samfundet De Nios Julpris.
Han är bosatt i Malmö.